# Be Mine Tonight - Featuring Abbe Lane
Be Mine Tonight è un album di Tito Puente con Abbe Lane, pubblicato dalla RCA Victor Records nel 1958.

## Tracce
Lato A
1. Pan, amore y cha cha cha – 2:21 (Antonio Matas, Xavier Cugat)
2. Take it Easy – 3:25 (De Bru, Mizzy, Taylor)
3. Noche de la ronda – 4:01 (Maria Teresa Lara, Sunny Skylar)
4. Too Marvellous for Words – 2:30 (Johnny Mercer, Margaret Whiting)
5. Nightingale – 2:40 (Fred Wise, George Rosner, Xavier Cugat)
6. Óyeme mamá – 2:22 (Facundo Rivero)

Lato B
1. Whatever Lola Wants – 2:34 (Jerry Ross, Richard Adler)
2. Arrivederci Roma – 3:20 (Carl Sigman, Renato Rascel)
3. Green Eyes – 2:51 (Adolfo Utrera, Nilo Menéndez)
4. Anna – 2:32 (Francesco Giordano, Roman Vatro (Armando Trovajoli), William Engvick)
5. The River Seine – 2:52 (La Farge, Monod, Parsons)
6. Babalu – 2:32 (Margarita Lecuona, Sidney Keith Russell)

## Musicisti
- Tito Puente - timbales, conduttore musicale
- Abbe Lane - voce solista
- The Tito Puente Orchestra